# 羅慕路斯 (密歇根州)
羅慕路斯（英語：Romulus）是一個位於美國密歇根州韋恩縣的城市。

## 人口
根據2020年美國人口普查的數據，羅慕路斯的面積為93.12平方千米，當中陸地面積為92.22平方千米，而水域面積為0.89平方千米。當地共有人口25178人，而人口密度為每平方千米270人。